# Nomi dei colori
I nomi che indicano i colori, o cromonimi, differiscono a seconda della lingua e del contesto culturale. Nonostante la capacità di vedere i colori sia comune a tutti gli esseri umani, l'estensione e i limiti degli insiemi di colori designati dalle parole sono parecchio variabili. Un cromonimo può riferirsi alla percezione umana (influenzata dal contesto visivo) di un colore, spesso definita con il sistema Munsell, o a una proprietà fisica sottostante (come una specifica lunghezza d'onda dello spettro visibile). Ci sono anche sistemi numerici di indicazione del colore, detti spazi dei colori.
I sostantivi che indicano i colori possono essere usati come aggettivi e vanno accordati al sostantivo a cui si riferiscono: si avranno quindi il rosso per indicare il colore e una mela rossa per indicare un oggetto di quel colore.
Le parole che indicano i colori possono evocare direttamente l'esperienza visiva. Queste parole, come blu, giallo o grigio si riferiscono ad ampie categorie di colori chiamate campi cromatici. Altre parole evocano il colore per metonimia, usando il nome di un materiale o un oggetto rappresentativo, come il turchese, dal nome dell'omonimo minerale. In italiano, questi colori non vengono accordati per genere o per numero. Si può anteporre il termine color al nome di un oggetto per indicarne il colore, come in color banana, o si può specificare una determinata sfumatura di un colore combinando il nome del colore con quello di un oggetto, ad esempio rosa corallo. Si possono utilizzare aggettivi come chiaro e scuro per definire ulteriormente — ma non del tutto — un colore. Si possono anche combinare due colori per indicare una sfumatura a metà fra i due, come in azzurro-verde. I campi cromatici sono oggetto di studi e controversie linguistiche e antropologiche.
Esistono alcune condizioni psicologiche che influiscono sul riconoscimento dei colori. Alcune persone, ad esempio, non possono distinguere i colori in generale, altre li vedono come suoni (un particolare tipo di sinestesia).